# Taça de Portugal de Futsal Feminino
A Taça de Portugal de Futsal Feminino é a segunda competição mais importante do futsal feminino português, em molde semelhante à Taça de Portugal de Futebol. É organizada pela Federação Portuguesa de Futebol e disputada anualmente.
A primeira edição da prova ocorreu na época 2013/14, sendo conquistada pelo SL Benfica.

## Taça de Portugal de Futsal Feminino

### Finais da Taça de Portugal
| Época   | Final                 | Final           | Final                 |
| Época   | Vencedor              | Resultado       | Finalista             |
| ------- | --------------------- | --------------- | --------------------- |
| 2023–24 | SL Benfica            | 8 - 0           | Torreense             |
| 2022–23 | SL Benfica            | 4 - 1           | Nun´Álvares           |
| 2021–22 | Nun´Álvares           | 1 - 1 (1-4 g.p) | SL Benfica            |
| 2020–21 |                       | Sem Campeão     |                       |
| 2019–20 | SL Benfica            | 5 - 0           | GD Chaves             |
| 2018–19 | SL Benfica            | 2 - 0           | Novasemente GD        |
| 2017–18 | SL Benfica            | 3 - 1           | Novasemente GD        |
| 2016–17 | SL Benfica            | 4 - 3 (a.p.)    | Novasemente GD        |
| 2015–16 | SL Benfica            | 3 - 2 (a.p.)    | Sporting CP           |
| 2014–15 | CRC Quinta dos Lombos | 2 - 1           | Novasemente GD        |
| 2013–14 | SL Benfica            | 5 - 0           | CRC Quinta dos Lombos |

### Desempenho por Clube
| Equipa                | Vencedor | Finalista vencido | Épocas Vencedor                                                        | Épocas Finalista vencido           |
| --------------------- | -------- | ----------------- | ---------------------------------------------------------------------- | ---------------------------------- |
| SL Benfica            | 8        | 0                 | 2013–14, 2015–16, 2016–17, 2017-18, 2018-19, 2019–20, 2022–23, 2023–24 | -                                  |
| CRC Quinta dos Lombos | 1        | 1                 | 2014–15                                                                | 2013–14                            |
| Nun'Álvares           | 1        | 1                 | 2021–22                                                                | 2022–23                            |
| Novasemente GD        | 0        | 4                 | -                                                                      | 2014–15, 2016-17, 2017-18, 2018-19 |
| Sporting CP           | 0        | 1                 | -                                                                      | 2015–16                            |
| Chaves                | 0        | 1                 | -                                                                      | 2019–20                            |
| Torreense             | 0        | 1                 | -                                                                      | 2023–24                            |